# 松田智雄
松田 智雄（まつだ ともお、1911年5月22日 - 1995年11月9日）は、日本の経済史学者、東京大学名誉教授。近代ドイツ経済史を研究。

## 来歴
朝鮮仁川生まれ。旧制成城高校を経て、東京帝国大学卒。立教大学教授、1956年東京大学経済学部教授。72年定年退官、ケルン日本文化会館長、図書館情報大学長。従兄弟の長男に荻昌弘がいる。
智雄は東京帝国大学で野村一彦と親しく交わり、一彦の自宅にも遊びに行く事も有った。そこで出会ったのが一彦の妹で、後に作家となる松田瓊子（野村けい子）であった。智雄は、けい子が日本女子大学校の英文学科2年次在学中から交際を始め、やがて義父・野村胡堂の許可を得て婚約する。しかし、1940年1月、けい子は慢性腹膜炎（結核性腹膜炎）を発症し、23歳で死去。けい子の死後、義父の協力を得て、遺作を出版する。この際、作者名を「松田けい子」とした。遺作の出版を手伝った亡き妻の妹稔子と再婚する。1995年、84歳で死去。

## 軽井沢
松田は長野県軽井沢の別荘地発展に大きく貢献した人物である。市村今朝蔵夫妻が1932年に開拓した、軽井沢南原にある学者村別荘地「友達の村」に我妻栄、蝋山政道、松本重治、吾妻光俊、井上秀、黒川武雄、野村胡堂、前田多門らとともに初期から別荘を構えた。松田はのちにその別荘地の自治組織「軽井沢南原文化会」の理事長となった。
1965年には、画家の田部井石南らとともに新たな学者村の創設を目指し、軽井沢追分に「藤石学者村」をつくった。
1970年には、加藤与五郎、三上次男に次いで、軽井沢文化協会会長に就任した。
1918年に新渡戸稲造と後藤新平が開設した夏季講演会「軽井沢夏季大学」の戦後再開に向けても、市村今朝蔵、蝋山政道、岩崎民平、小林多津衛らとともに協力援助した。

## 著書
- 『「近代」の史的構造論』近代思想社、1948
- 『イギリス資本と東洋 東洋貿易の前期性と近代性』日本評論社、1950
- 『宗教改革・産業革命・フランス革命』河出書房、1950.教養の書
- 『ルネッサンスと宗教改革 福村書店、1951　のちに、中学生歴史文庫 世界史
- 『宗教改革』至文堂、1961.世界史新書
- 『ドイツ資本主義の基礎研究 ウュルテンベルク王国の産業発展』岩波書店、1967
- 『音楽と市民革命 市民共同体の基盤の上に』岩波書店、1985.11
- 『社会科学の成立と発展』放送大学、1986.3

## 共編著
- 『近代社会の形成』1954.要選書
- 中川敬一郎共編『経済学ハンドブック 6　西洋経済史』青林書院、1958
- 『玉川こども百科 75　西洋の歴史』誠文堂新光社、1958
- 『図説世界文化史大系 第8 ルネッサンス』角川書店、1959
- 大塚久雄、高橋幸八郎共編『西洋経済史講座 封建制から資本主義への移行 第1-5』岩波書店、1960-62
- 大野真弓、田村実造共編『世界の歴史 第7　近代への序曲』中央公論社 1961.　のち文庫
- 座右宝刊行会編『世界の文化 第11　オランダ・ベルギー』河出書房新社、1965
- 川島武宜共編　『国民経済の諸類型：岩波書店、1968
- 『世界の名著 18　ルター』中央公論社、1969
- 『西洋経済史』青林書院新社、1982.4

## 記念論集
- 大野英二、住谷一彦、諸田実編『松田智雄教授還暦記念 : 1ドイツ資本主義の史的構造』有斐閣、1972
- 高橋幸八郎、安藤良雄、近藤晃編『松田智雄教授還暦記念 : 2市民社会の経済構造』有斐閣、1972

## 参考資料
- 野村あらえびす著『音楽は愉し』日本音楽雑誌社、初版1946年。『音楽は愉し』〈音楽文庫〉70．音楽之友社、1953年。『音楽は愉し』単行本、2014年。ISBN 978-4-276-20032-6           C1073
- 野村あらえびす著『K子と野ばら』「レコード音楽 - 昭和17年4月号」レコード音楽社、1942年。